# Sant Julià i Santa Basilissa de Vilanova de Raò (església nova)

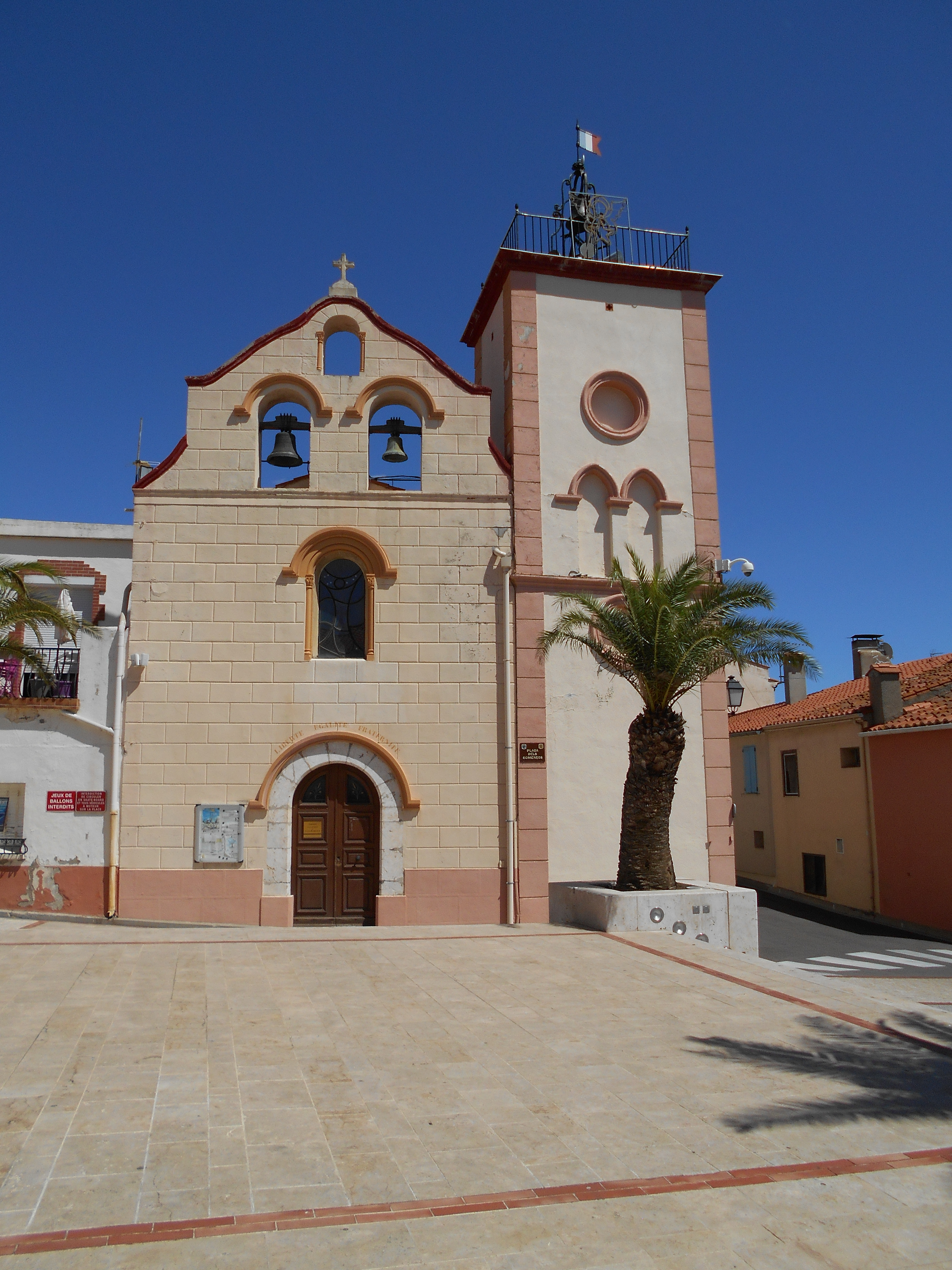
L'església nova. Vista frontal, des de ponent

Sant Julià i Santa Basilissa de Vilanova de Raò és l'església parroquial del poble rossellonès de Vilanova de Raò.
Està situada al bell mig del poble vell, de la cellera, de Vilanova de Raò.